# Bacil de Koch
El bacil de Koch (Mycobacterium tuberculosis) és l'eubacteri que causa la major part dels casos de tuberculosi humana.

## Fites històriques
Va ser descrit el 24 de març de 1882 per Robert Koch, qui va rebre el premi Nobel de Fisiologia o Medicina «per la seva recerca i descobertes amb relació a la tuberculosi». Uns anys abans, els experiments del cirurgià de l'exèrcit francès Jean-Antoine Villemin (1827-1892) havien demostrat de manera convincent la transmissibilitat de la tuberculosi. El metge alemany Peter Dettweiler (1837-1904) va crear l'any 1876 el primer sanatori antituberculós popular a Falkenstein (un lloc de la serralada del Taunus proper a la ciutat de Frankfurt del Main), futur model terapèutic i arquitectònic de la majoria dels sanatoris per malalts de tuberculosi pulmonar del segle xx, com ara el de Badalona. Charles Mantoux (1877-1947) va posar a punt la prova que porta el seu nom l'any 1908 i el vaccí del bacil de Calmette-Guérin (BCG) existeix des de 1921. El 1918 es va crear el Servei d'Assistència Social del Tuberculós de Catalunya, sota la direcció de Lluís Sayé i Sempere (1888-1975), on es feia investigació, assistència clínica i docència. Aquesta va ser una de les primeres institucions específiques catalanes contra la tuberculosi i a través d'ella es va obrir el dia 23 d'abril de 1921 el dispensari del carrer Radas, capdavanter en l'administració de la vacuna BCG a Barcelona. Creada el 1925 per científics danesos amb el propòsit de neutralitzar l'acció del bacil de Koch, la sanocrisina (aurotiosulfat de sodi) va ser descartada com a tractament contra la tuberculosi per la seva ineficàcia i greus efectes adversos, a la vista dels resultats d'un posterior assaig clínic estatunidenc pioner en l'ús d'un sistema d'aleatorització formal dels participants. Selman Waksman i els seus col·laboradors del laboratori de l'Escola d'Agricultura de la Universitat Rutgers, descobriren l'any 1943 l'estreptomicina, el primer antibiòtic actiu contra M. tuberculosis. La isoniazida (un tuberculostàtic, és a dir, un inhibidor del creixement del bacil de Koch) es va sintetitzar el 1912, però fins a la dècada de 1950 no es va considerar un fàrmac de primera línia en el tractament antituberculós. El genoma de M. tuberculosis va ser seqüenciat per primera vegada el 1998.

## Microbiologia
Mycobacterium tuberculosis és un micobacteri patogen intracel·lular obligat i aeròbic estricte, és a dir, no pot viure sense la presència d'oxigen, dèbilment grampositiu, ja que l'àcid micòlic que hi ha a la seva paret cel·lular no absorbeix del tot la tinció de Gram. Per identificar-lo microscòpicament amb major certesa és millor emprar tincions acidoresistents, com la de Ziehl–Neelsen modificada, o bé la fluorescent d'auramina–rodamina. Una opció per detectar de manera ràpida el bacteri en esput és la prova de la trehalosa solvatocròmica avaluada amb citometria de flux. El cultiu microbiològic de M. tuberculosis és una tècnica laboriosa que requereix procediments diferents als usats habitualment en bacteriologia, com ara l'eliminació en les mostres de microbis contaminants de creixement ràpid per tal d'evitar resultats falsos positius i tractaments innecessaris.
Morfològicament, el bacil de Koch té l'aspecte d'un bastonet recte o una mica corbat i una mida de 0,2-0,7 × 1–10 micròmetres. Està revestit per una membrana citoplasmàtica i una paret cel·lular amb un elevat contingut lipídic que li confereix una notable resistència a la dessecació.
El seu període de divisió cel·lular és molt lent (15–20 hores) comparat amb el d'altres bacteris, com ara Escherichia coli, el qual es divideix en tan sols 20 minuts i té un metabolisme adaptatiu singular. Per aquestes raons, l'evolució clínica de la tuberculosi és molt lenta i la malaltia pot romandre anys en estat latent, fins que una minva en la capacitat de resposta immunitària de l'individu la torna a activar. Els individus amb positivitat al virus de la immunodeficiència humana són particularment proclius a ser coinfectats pel bacil de Koch. Mycobacterium tuberculosis es transmet per via aèria i ataca sobretot (o de vegades exclusivament) les cèl·lules fagocítiques pulmonars, com els macròfags, els neutròfils, els monòcits i els dendròcits.
Els estudis paleomicrobiològics de la tuberculosi han fet possible trobar, emprant la reacció en cadena de la polimerasa per a la seqüenciació de l'àcid desoxiribonucleic, l'ADN de M. tuberculosis en restes òssies humanes de l'antic Egipte i d'assentaments de la Mediterrània oriental pertanyents al període Neolític preceràmic C.

## Patogènesi
Mycobacterium tuberculosis és un patogen intracel·lular que té diverses estratègies per sobreviure i créixer en molts teixits i òrgans, eludint la resposta immunitària innata de l'hoste. La infecció per aquest bacteri és una causa poc comuna de mielitis transversa, de meningitis, d'endocarditis infecciosa valvular múltiple, d'aneurisma de l'artèria cerebral mitjana, d'artritis reactiva de Poncet, d'otitis externa crònica, de dacrioadenitis (inflamació de les glàndules lacrimals) bilateral, d'otomastoïditis, de miopia aguda transitòria, d'osteomielitis de la base del crani, d'úlceres orals o d'escròfula refractària a la medicació habitual. És un patogen molt adaptable a la diversitat genètica de les poblacions humanes i que té, mitjançant mecanismes biomoleculars diferents, una gran capacitat de resistència als antibiòtics. Això disminueix l'acció terapèutica dels tractaments farmacològics disponibles avui dia, i és un greu problema emergent que fa necessària la recerca continuada de nous mètodes per detectar aquesta característica en el bacteri i poder desenvolupar combinacions de fàrmacs antituberculosos més eficaces.

## Llinatges
Mycobacterium tuberculosis forma part del complex taxonòmic Mycobacterium tuberculosis (CMT). Aquest grup engloba diversos micobacteris estretament relacionats genèticament que son capaços de causar tuberculosi en humans o en altres animals; entre els quals ximpanzés, bisons europeus, guineus, dromedaris, tigres siberians, búfals africans i elefants. Els membres del CMT es diferencien de la resta de bacteris per compartir la presència de 63 índels conservats (alineaments gènètics particulars) existents exclusivament en algunes de les seves proteïnes. Hi ha anàlisis de coalescència que indiquen que el CMT es va originar a l'Àfrica fa uns 70.000 anys a partir, segons determinacions genòmiques, d'un ancestral bacil tuberculós llis poc virulent i que va acompanyar les primeres migracions dels éssers humans moderns anatòmicament i que va expandir-se fora del continent africà a causa de l'augment de la densitat de la població mundial durant el Neolític. Mycobacterium canettii és l'espècie actual de la família de les micobacteriàcies més semblant genèticament a l'ancestre bacil·lar comú del CMT.
El CMT inclou:
- Mycobacterium tuberculosis.[80]
- Mycobacterium africanum.[81]
- Mycobacterium bovis.[82]
- Mycobacterium bovis variant BCG: una soca de laboratori emprada com a vacuna atenuada[83] i en el tractament del càncer vesical.[84]
- Mycobacterium orygis.[85] Pot provocar escròfula, fins i tot en persones immunocompetents.[86]
- Mycobacterium microti.[87] Eventualment, és l'origen de tuberculosis pulmonars i extrapulmonars en humans.[88]
- Mycobacterium canettii.[89] Causa brots epidèmics de tuberculosi ganglionar en països de la Banya d'Àfrica.[90]
- Mycobacterium caprae.[91]
- Mycobacterium pinnipedii.[92]
- Mycobacterium suricattae.[93]
- Mycobacterium mungi.[94]
- Bacil del damà roquer del Cap (dassie).[95]

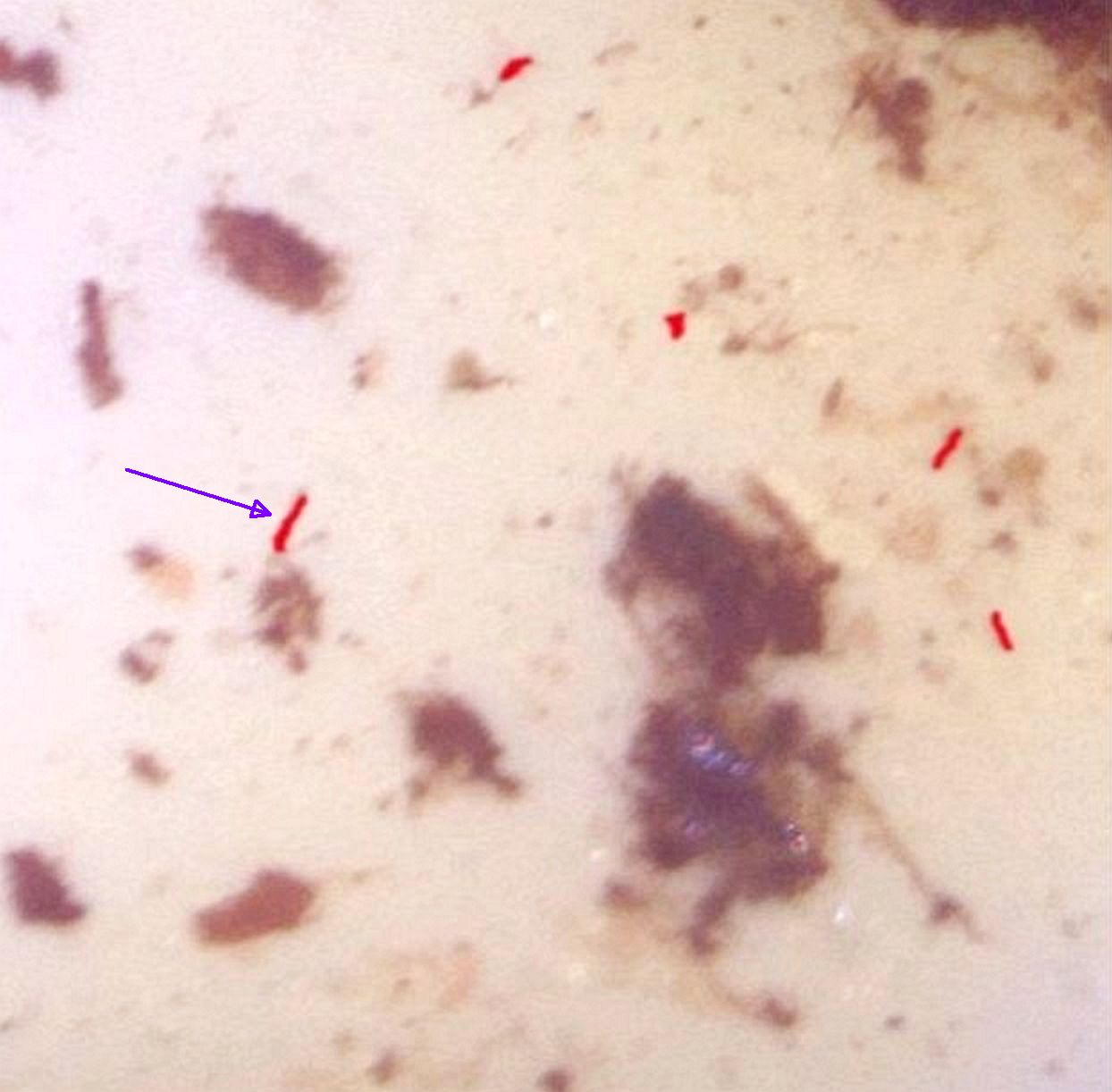
Mycobacterium tuberculosis en esput. Tinció de Ziehl-Neelsen

Típicament, Mycobacterium tuberculosis i M. africanum son responsables de la majoria de infeccions humanes. Mycobacterium africanum és menys virulent que M. tuberculosis i causa infeccions limitades a àrees d'Àfrica. En canvi, M. tuberculosis és el principal agent causant de la majoria d'infeccions tuberculoses a tot el món. M. tuberculosis és subdivideix en diferents llinatges. El llinatge 4 (L4) o euroamericà és el més generalitzat i causa infeccions arreu del món. Els llinatges 2, 3 i 4 són considerats llinatges moderns des del punt de vista evolutiu. Aquests llinatges han sofert una deleció genètica en la regió TbD1. Aquest canvi ha augmentat la virulència dels llinatges afectats, ha afavorit la seva difusió per molts països i ha accentuat també el risc potencial de contagi a través del medi ambient. El llinatge 1 o indoasiàtic no presenta la deleció i forma part dels llinatges antics, igual que els 5 i 6. Es troba predominantment a diferents zones de l'oceà Índic, a les Filipines i al Vietnam. El llinatge 7, originari d'Etiòpia, pertany a una branca filogenètica intermèdia entre els llinatges antics i moderns de M. tuberculosis. El llinatge 8 es va descobrir a la regió dels Grans Llacs d'Àfrica, en individus amb tuberculosi resistent a múltiples medicaments.